# رغداء شعراني
رغداء شعراني (30 نوفمبر 1975 -)، ممثلة ومخرجة ومؤدية سورية.
شاركت في عدة أعمال ولكن مشاركتها في مسلسل الزير سالم بعام 2000 أعطى لها دفعة معنوية كبيرة رغم أن الدور ليس بالكبير لأنها شاركت إلى جانب نجوم كبار مثل سلوم حداد وزهير عبد الكريم وجهاد سعد وخالد تاجا.

## أعمالها
- الصندوق الأسود 2010
- مغامرات طارق 2009
- أهل الغرام ج 2 2008
- شركاء يتقاسمون الخراب 2008
- أهل الغرام ج 1 2006
- امهات 2005
- وراء الوجوه 2005
- تحت السقف 2005
- أنا وأربع بنات 2004
- فارس بني مروان 2004
- زهر الرمان 2001
- الزير سالم 2000
- بطل من هذا الزمان 2000
- زمان الصمت
- القرم الحزين

## روابط خارجية
- رغداء شعراني على موقع قاعدة بيانات الأفلام العربية